# Bergen-Belsen

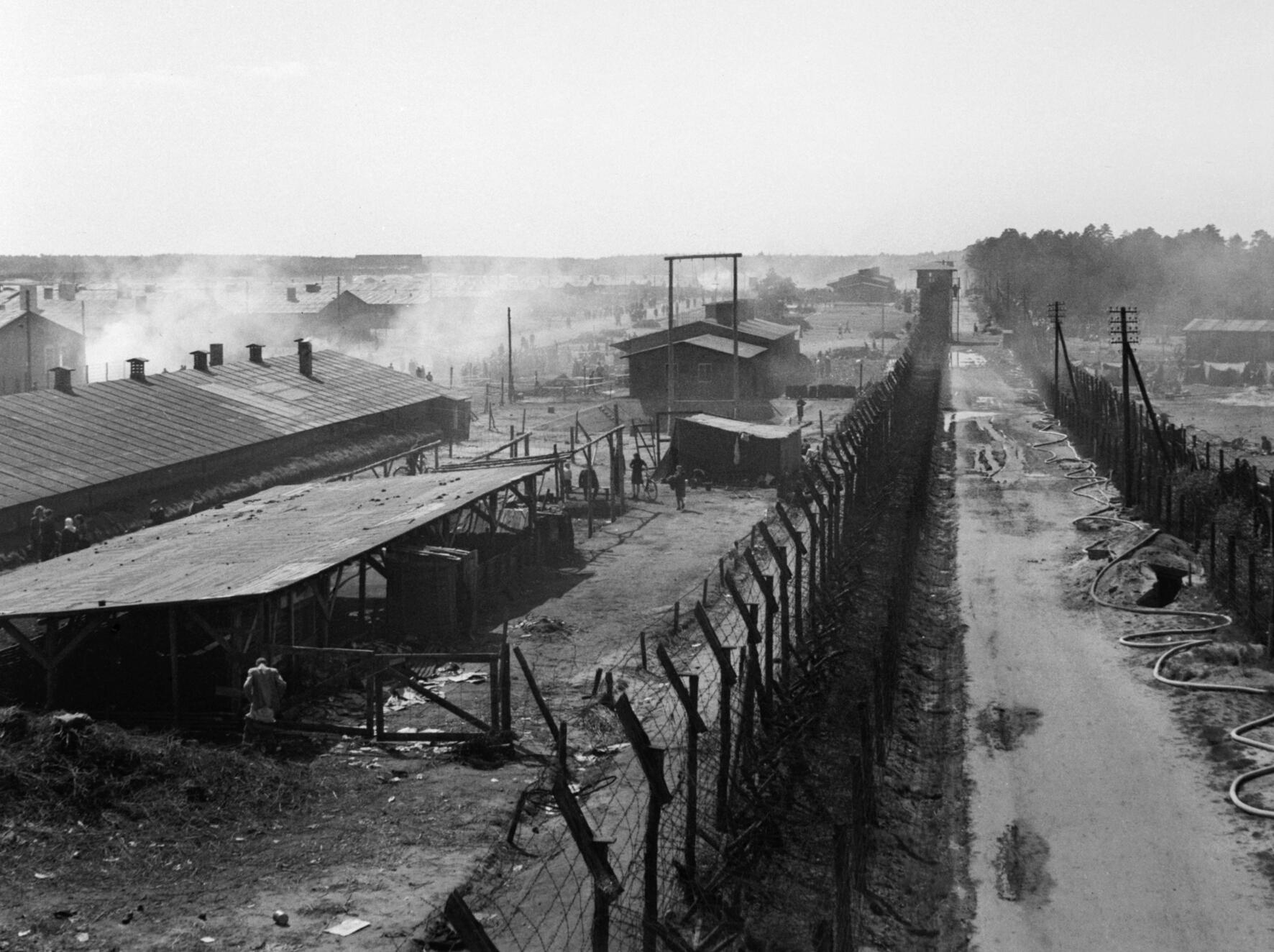
O campo logo após a sua libertação em abril de 1945.

Bergen-Belsen, por vezes referido apenas como Belsen, foi um campo de concentração da Alemanha nazista. Localizava-se no atual estado alemão da Baixa Saxónia, no distrito urbano de Celle.
Entrou em funcionamento em 1940 como campo para prisioneiros de guerra, logo após a invasão da Bélgica, Países Baixos e Polônia, com o nome de Stammlager XI C/311. A população do campo cresceu enormemente em 1941 com a chegada de prisioneiros soviéticos feitos após a invasão da União Soviética em junho daquele ano, muitos dos quais pereceram no inverno de 1941/1942, muitos deles torturados pelos guardas nazistas. No ano seguinte, em 1942, Bergen-Belsen tornou-se um verdadeiro campo de concentração; as SS assumiram o comando em Abril de 1943.
A partir de 1943, a área do campo foi ampliada e recebeu mais infraestrutura, e um campo de internamento para judeus foi ali criado, com os prisioneiros de guerra transferidos para outras áreas nas proximidades. Estes prisioneiros judeus em princípio serviriam para troca com prisioneiros alemães capturados pelo inimigo. Ao contrário do pensamento comum, neste campo não havia câmaras de gás, uma vez que os assassínios em massa deveriam ter lugar nos campos de extermínio (Vernichtungslager) no Leste Europeu; no entanto, milhares de judeus, homossexuais e ciganos foram aí torturados ou morreram de fome, já que os alemães não tinham como alimentá-los no final da guerra, mas,  mesmo assim, em 1945 os prisioneiros de outros campos foram levados para lá, em virtude do avanço soviético.
Em condições de sobrelotamento, de doença e má nutrição, houve muitas mortes; os mais atingidos no início foram os prisioneiros russos; 1800 deles morreram de tifo, disenteria e hipotermia em fevereiro de 1942. Naquele início de ano, o campo apresentava o maior índice de mortes de todos os campos de concentração do III Reich. Foram cavadas grandes valas para enterrar os mortos. Quando as tropas britânicas libertaram o campo em 15 de Abril de 1945, eles encontraram milhares de cadáveres por enterrar.
Grande parte de Bergen-Belsen foi destruída após a libertação, com receio de tifo e dos piolhos. Todos os blocos destinados aos prisioneiros foram incendiados em 21 de maio de 1945, restando apenas os antigos alojamentos dos SS que serviram para abrigar refugiados até 1953.
Entre 1941 e 1945, ao menos 20 000 prisioneiros soviéticos e 50 000 outros presos (judeus, comunistas, homossexuais e outros) foram mortos. Entre elas conta-se Anne Frank e a sua irmã Margot Frank, que morreram ali em fevereiro de 1945.
Hoje, o campo está aberto ao público, e contém um centro de visitantes e uma "Casa do Silêncio" para reflexão em sossego. Foi construído um grande obelisco.
|  |  |  |  |